# Alexander Pawlow (Politiker)
Alexander Sergejewitsch Pawlow (russisch Александр Сергеевич Павлов; * 1. Januar 1953 in Pawlodar, Kasachische SSR) ist ein kasachischer Ökonom und Politiker.

## Leben
Alexander Pawlow wurde 1953 in Pawlodar geboren. 1965 erlangte er einen Abschluss von der Staatlichen Kasachischen Kirow-Universität. 1974 schloss er ein Studium an der Fakultät für Finanzen und Wirtschaft des Weißrussischen Kuibyschew-Instituts für Nationalökonomie ab. 1991 folgte ein weiterer Abschluss an der  Akademie der Sozialwissenschaften unter dem Zentralkomitee der KPdSU.
Seine berufliche Laufbahn begann er als leitender Wirtschaftswissenschaftler in der Abteilung zur Finanzierung und Kontrolle der Landwirtschaft der Finanzabteilung des regionalen Exekutivkomitees von Pawlodar. Zwischen 1975 und 1976 leistete er den Wehrdienst in der sowjetischen Armee. Anschließend arbeitete er bis 1987 als stellvertretender Leiter der Finanzabteilung und Leiter der Planungs- und Wirtschaftsabteilung beim Pawlodarski Traktorny Sawod. Danach war Pawlow Leiter der Finanzabteilung des regionalen Exekutivkomitees von Pawlodar.
Nach der Unabhängigkeit Kasachstans war er ab 1991 in der Regionalverwaltung von Pawlodar beschäftigt, wo er unter anderem von 1992 bis 1994 stellvertretender Leiter der Regionalverwaltung war. Von März bis Oktober 1994 war er Leiter der Hauptsteuerinspektion sowie erster stellvertretender Finanzminister Kasachstans. Im Oktober wurde er dann im Kabinett von Äkeschan Qaschygeldin zum Finanzminister ernannt. Seit September 1996 bekleidete er zudem die Position des stellvertretenden Premierministers. Seit Oktober 1999 war Pawlow erster stellvertretender Premierminister und seit September 2001 Mitglied des Rates der Unternehmer unter dem Präsidenten der Republik Kasachstan. Von 2001 bis 2002 war er stellvertretender Vorstandsvorsitzender der Kazakhmys Corporation. Im Kabinett von Imanghali Tasmaghambetow bekleidete er dann erneut die Position des Finanzministers sowie des stellvertretenden Premierministers. Zwischen August 2002 und Januar 2004 war er nochmals erster stellvertretender Premierminister, bevor er erster Vizepräsident der staatlichen kasachischen Erdölgesellschaft KazMunayGas wurde. Seit dem 25. März 2004 ist er bei der Halyk Bank beschäftigt.